# N-tv
n-tv (вимовляється еН-Те Фау) — німецький новинний телеканал. Рік заснування — 1992 р.
Належить до медійного об'єднання RTL Group разом з каналами RTL Television, Vox, RTL II, Super RTL.
Головний профіль каналу — світові новини, економіка, спорт.

## Структура ефіру
Трьома основними напрямками каналу n-tv є: новини, бізнес та діалоги-дискусії (talk-show). Згідно з внутрішньою політикою редакції, новини подаються з понеділка по п'ятницю мінімум кожну годину; в першій половині дня — кожні пів-години, а від 7 до 9 годин ранку — кожні 15 хвилин. У вихідні глядачам подаються кожну годину тільки важливі поточні новини на цей день. Після 20:00 годин вечора новинний блок становить лише 3-5 хвилин. Між 0:05 ночі та 5:59 ранку зазвичай не подається ніяких повідомлень. Але при необхідності в 3:00 ночі може бути подано терміновий 5 хвилинний блок новин.
Телеканал має відносно високу частку новин вживу (live) та частно використовую термінові вставки (breaking news). Крім того, важливою часткою програм є документація, витяжки із репортажних та наукових часописів, спортивних новин та Lifestyle-журналів.
Додаткові поточні термінові звіти з галузей: останні новини, спорт, погода, бізнес та біржова інформація — на декілька секунд з'являються у вигляді тексту в нижній смузі екрану, доки не поступає наступне повідомлення.
Новинний канал пропонує свою інформацію на різних платформах. Окрім додатка у вигляді інтернет-порталу, канал також надає п-tv-телетекст інформацію з галузей: новини, ринок, економіка та біржа. Повідомлення, окремий бізнес-формат та погода доступні також у вигляді подкастів.